# Joaquín Herrera Maguilla
Joaquín Herrera Maguilla (Arahal, 6 de diciembre de 1881 – Sevilla, 17 de diciembre de 1956) fue un farmacéutico y político español, miembro del Partido Liberal y del Partido Radical, de matiz conservador, teniente de alcalde de la ciudad de Sevilla entre 1935 y 1936.

## Biografía

### Origen
Sexto hijo del matrimonio formado por Manuel Herrera de Tejada (Arahal, 1830 - Arahal, 1899), descendiente del Antiguo e Ilustre Solar de Tejada, y Emilia Maguilla García, (Arahal, 1844 - Arahal, 1915), propietarios. Sobrino carnal de Miguel Herrera de Tejada (Arahal, 1828 - Arahal, 1887), farmacéutico y cofundador del periódico El Pensamiento Español, de ideología neocatólica y uno de los principales diarios carlistas de la segunda mitad del [siglo  XIX en España.

### Vida profesional
Al igual que sus hermanos Enrique y Francisco, obtuvo la licenciatura en Farmacia en la Universidad de Granada. Se trasladó a vivir a Sevilla donde estableció su oficina de farmacia en la calle Feria. Presidente del Real e Ilustre Colegio de Farmacéuticos de la provincia de Sevilla. En 1930 fundó el Centro Cooperativo Farmacéutico (CECOFAR), empresa que continúa a día de hoy su labor de proveedor de productos farmacéuticos y medicamentos.

### Política
Fue elegido concejal de la ciudad de Sevilla en la segunda alcaldía del conde de Halcón. Tras la desaparición del Partido Liberal pasó a formar parte del Partido Radical presidido por Alejandro Lerroux. Fue nombrado teniente de alcalde bajo la alcaldía de Isacio Contreras. Durante el ejercicio de su cargo presentó la moción para la creación de la Comisión de Asistencia Pública Social cuyo primer cometido sería el abaratamiento del precio del pan. También desempeñó el cargo de vocal asesor de la Sección de Cultivos Especiales y de Viñas de la Cámara Oficial Agrícola de la Provincia de Sevilla.

### Vida personal y familia
Casó con María del Carmen Blanco de la Concha (Arahal, 1887 - Sevilla, 1934), hija de Emilio Blanco Jiménez, propietario, y de María del Carmen de la Concha y de la Vega. Tuvo siete hijos, tres de los cuales fueron nombrados alcaldes de municipios de la provincia de Sevilla: Joaquín Herrera Blanco, marqués de Mirabal, Alcalde de La Puebla de Cazalla (1941-1947); Manuel Herrera Blanco, alcalde de Arahal y José Herrera Blanco, alcalde de Fuentes de Andalucía. Asimismo su sobrino José María Herrera Barrera fue alcalde de Paradas (1933-1936).
Fue nombrado hermano mayor efectivo y honorario de la Hermandad de La Sagrada Cena de Sevilla.